# Henri Chibret
Henri Chibret, né le 29 juin 1940 à Clermont-Ferrand est un industriel français du secteur de l’industrie pharmaceutique, spécialisé dans la recherche et le développement de produits ophtalmologiques.

## Biographie
Issu d’une lignée de pharmacien, Henri Chibret est le fils de l’industriel Jean Chibret (1915-1989, président des Laboratoires Chibret, fondés en 1902 à Clermont-Ferrand, et de Marguerite Delcher. Il est par ailleurs l’arrière petit neveu de l’ophtalmologiste Paul Chibret, fondateur de la Société Française d’Ophtalmologie, créé en 1883, à Paris.
Après ses études de pharmacie, il part se former notamment chez « Wyeth - Ayerst, McKenna et Harrison », à Saint Laurent, en banlieue de Montréal, puis dans leur usine américaine de « production de Rouses Point, près du Lac Champlain, dans l’État de New York.
Dans la première moitié des années 1960, à son retour dans le Puy de Dôme, il intègre l’entreprise familiale, dans laquelle il est chargé des marchés du Proche Orient. Les Laboratoires Chibret sont alors le numéro un dans cette région du monde, comme d’ailleurs en France et en Afrique francophone. Il s’intéresse ensuite au marché européen et parviendra, là encore et en dépit des règlementations protectionnistes qui prévalent alors,  à faire de l’enseigne auvergnate le numéro un en Allemagne.   
À la fin des années 1960, les Laboratoires Chibret vivent l’un des plus grands paradoxes de leur histoire. Ils n’ont jamais été si bien portants commercialement, mais ils ne peuvent assurer seuls leur expansion internationale et l’intensification de leur recherche, comme ils le souhaiteraient. Ils ont besoin d’un apport financier que la société Merck va leur fournir.  Les pourparlers aboutissent en 1966 avec la signature d’un premier accord. Les Chibret cèdent 49% du capital aux Américains. MSD-Chibret voit le jour ; une marque qui deviendra bientôt le numéro un mondial de l’ophtalmologie.
Dix ans plus tard, en 1969, la famille Chibret cède la totalité de son capital à MSD. La période qui s’ouvre alors verra Henri Chibret à la tête de plusieurs autres entreprises dans le domaine pharmaceutique, notamment Ferlux, une entreprise spécialisée dans la recherche et la fabrication de nouvelles molécules de synthèse ou naturelles utilisables en thérapeutique oculaire, puis de Transphyto, la première start-up française dans le domaine ophtalmologique.  
En 1992, cette entreprise exploite une quinzaine de brevets dans le monde. Ses productions sont présentes dans une quarantaine de pays de l’Asie à l’Amérique du Sud en passant par l’Europe. Parmi ses innovations, plusieurs contributions majeures : le premier gel à base de carbomères, l’un des tout premiers antiallergiques antidégranulants mastocytaires (le Naaga) ; ou encore un gel pour le traitement de l’herpès, etc.
Cependant, Henri Chibret estime que le système de start-up qu’il a privilégié jusqu’ici, a atteint ses limites. Efficace sur le plan scientifique, il présent plusieurs faiblesses. Pour l’industriel, Transphyto est notamment par trop dépendant de la bonne volonté de ses licenciés.
En 1994, l'industriel auvergnat décide de transformer cette start-up en un véritable laboratoire pharmaceutique, c’est-à-dire une entreprise qui développe et commercialise ses propres produits. Il rebaptise la nouvelle entité Théa qui signifie « vision » en grec. Une entreprise qui deviendra, grâce à une trentaine d'innovations en 30 ans, le premier groupe européen indépendant en ophtalmologie.
En 2008, Henri Chibret laisse les rênes des Laboratoires Théa à son neveu Jean-Frédéric Chibret, mais reste néanmoins à la tête du conseil de surveillance de cette entreprise.

## Divers
Membre de l’Académie Nationale de Pharmacie, Henri Chibret est également amateur d’art moderne, et président du FRAC  Auvergne. Créés en 1982 à l’initiative du ministère de la Culture, sur la base d’un partenariat État-Régions, les fonds régionaux d’art contemporain constituent un outil original et essentiel de soutien à la création, d’aménagement culturel du territoire et de sensibilisation du public, notamment par la mobilité des collections qui les caractérise. À la tête de cette institution, situé 6 rue du Terrail à Clermont-Ferrand,  il milite pour son transfert vers les locaux plus vastes au sein de l'ancienne Halle aux Blés,
Par ailleurs, au lendemain de la Loi no 2007-1199 du 10 août 2007 relative aux libertés et responsabilités des universités, Henri Chibret sera le premier président d’une fondation d’université. Il cèdera cette place à son proche collaborateur et ami, l'ancien préfet Jacques Fournet.
Henri Chibret est officier du mérite et de la légion d'honneur. Il est également titulaire du prestigieux prix, le "Spirit of Helen Keller award 2022" qui lui a été remis sur la scène de l'Olympia, à Paris, pour récompenser  ses activités humanitaires, en particulier dans le domaine de la lutte contre la maladie cécitante du trachome en Afrique.

## Sources
1. 1 2 3 4 5 6  Kaltenbach Lorraine, La famille Chibret, une saga auvergnate 1875-2015., Paris, J.C. Lattès, 2016 (ISBN 9782709658492)
2. ↑  Sylvie Jolivet., « Chibret : une dynastie au service de l'ophtalmologie. », Les Echos.,‎ 6 octobre 1997 (lire en ligne)
3. ↑  Henri de Lestapis., « Théa : « Notre indépendance nous permet d'avoir une vision industrielle à long terme ». », Les Echos.,‎ 21 octobre 2022 (lire en ligne)
4. ↑  Sylvie Jolivet. 9, « La Halle aux Blés de Clermont-Ferrand va accueillir le FRAC Auvergne », Bref Echo. S,‎ 18 mars 2019 (lire en ligne)
5. ↑  « Faire du FRAC l'un des grands symboles culturels pour l'Auvergne et pour Clermont » », Info Clermont Métropole,‎ 5 avril 2021 (lire en ligne)
6. ↑  « Trois nouvelles chaires à l'Université d'Auvergne. 19 juillet 2012 », La Montagne.,‎ 19 juillet 2012 (lire en ligne)
7. ↑  « Hommage à l'ancien préfet de la Nièvre Jacques Fournet décédé à l'âge de 71 ans », Le journal du centre.,‎ 8 juin 2017 (lire en ligne)
8. ↑  https://jorfsearch.steinertriples.ch/name/Henri%20Chibret
9. ↑  « La promotion du Nouvel An de la Légion d'honneur », Challenge,‎ 3 janvier 2011 (lire en ligne)
10. ↑  « Fondateur des laboratoires Théa (Auvergne), Henri Chibret reçoit le "Spirit of Helen Keller award 2022" sur la scène de l'Olympia », La Montagne,‎ 26 juin 2022 (lire en ligne)